# Baron Clitheroe

Wappen der Barone Clitheroe

Baron Clitheroe, of Downham in the County of Lancaster, ist ein erblicher britischer Adelstitel in der Peerage of the United Kingdom.

## Verleihung und nachgeordnete Titel
Der Titel wurde am 20. Juni 1955 für den konservativen Politiker und ehemaligen Financial Secretary to the Treasury Ralph Assheton geschaffen.
Beim Tod seines Vaters Sir Ralph Assheton, 1. Baronet am 21. September 1955 erbte er auch den fortan nachgeordneten Titel 2. Baronet, of Downham in the County of Lancaster, der diesem am 4. September 1945 in der Baronetage of the United Kingdom verliehen worden war.
Heutiger Titelinhaber ist seit 1984 sein Sohn Ralph Assheton als 2. Baron und 3. Baronet.

## Liste der Barone Clitheroe (1955)
- Ralph Assheton, 1. Baron Clitheroe (1901–1984)
- Ralph Assheton, 2. Baron Clitheroe (* 1929)

Titelerbe (Heir Apparent) ist der Sohn des aktuellen Titelinhabers, Hon. Ralph Assheton (* 1962).